# Bad Boys II
Bad Boys II è un film del 2003 diretto da Michael Bay.
Sequel del film Bad Boys e secondo capitolo della saga, il film segue i detective Burnett e Lowrey, interpretati da Will Smith e Martin Lawrence, mentre indagano sul traffico di ecstasy a Miami.

## Trama
Otto anni dopo aver eliminato Fouchet, i detective di Miami Marcus Burnett e Mike Lowrey stanno indagando sul traffico di ecstasy e una notte si infiltrano ad un raduno di membri del Ku Klux Klan per sventare una consegna. Il raid tuttavia fallisce a causa di un malfunzionamento radio che ritarda l'intervento dei rinforzi e nello scontro a fuoco che ne consegue, in cui diversi membri del Ku Klux Klan vengono uccisi o feriti, Mike spara accidentalmente a Marcus nei glutei. L'MPD arresta i membri sopravvissuti del Klan, che si rivelano tuttavia essere semplici compratori di piccole dimensioni e non i distributori di ecstasy.
L'incidente porta Marcus a chiedersi se vuole rimanere il partner di Mike, il quale a sua insaputa ha una relazione con la sorella del suo collega, Sydney; la donna a sua volta, all'insaputa dei due, è un'agente sotto copertura della DEA e sta riciclando denaro per un gruppo di mafiosi russi, i quali distribuiscono l'ecstasy per conto del signore della droga cubano Hector Juan Carlos "Johnny" Tapia.
Mentre trasporta una grossa somma di denaro riciclato dai russi per Tapia, Sydney viene attaccata da una banda haitiana che vuole rubare i soldi. Mike e Marcus incappano inavvertitamente nello scontro e in una sparatoria, con il risultato di una serie di incidenti causati da un camion rubato dalla gang, che devastano completamente una carreggiata dell'autostrada che stanno percorrendo; alla fine Marcus e Mike scoprono il coinvolgimento di Sydney, la quale costringe il duo a mantenere il silenzio sul suo lavoro sotto copertura per conto della DEA. Ritornati alla centrale di polizia, il capitano del dipartimento di Miami Conrad Howard, infuriato per il silenzio del duo ed il disastro scaturito dall'inseguimento in auto,  ordina loro di trovare i fornitori di ecstasy o verranno licenziati.
Marcus e Mike affrontano la banda haitiana, uccidendone diversi membri e scoprendo dal leader che Tapia sta usando un obitorio locale come facciata per coprire le sue operazioni. Per ottenere altre informazioni, i due si infiltrano nella villa di Tapia travestiti da derattizzatori e scoprono che il boss ha eliminato i suoi distributori russi e ha iniziato a corteggiare Sydney per affidarle il riciclaggio del denaro e la distribuzione della droga.
Mike e Marcus in seguito rintracciano la barca usata per il contrabbando di droga dopo aver costretto a parlare un membro del Ku Klux Klan arrestato, per poi infiltrarsi nell'obitorio di Tapia, scoprendo così che il boss sta usando i cadaveri e le bare per contrabbandare droga e denaro. Quando il duo viene quasi scoperto e Marcus ingerisce accidentalmente alcune pastiglie ecstasy, Mike ordina ai colleghi presenti all'esterno di far schiantare un'ambulanza contro l'obitorio, creando così un diversivo che consente loro la fuga.
Le prove raccolte da Mike e Marcus sono sufficienti al capitano Howard per autorizzare un raid sia nella residenza di Tapia che nell'obitorio, in collaborazione con la DEA e la Guardia costiera degli Stati Uniti; quasi tutta la scorta di droga e il denaro di Tapia vengono confiscati durante il raid, tuttavia il boss riesce a fuggire a Cuba prendendo Sydney come ostaggio (infatti poco prima di sfuggire all'arresto Tapia aveva scoperto tramite i suoi uomini che la donna lavorava per la DEA).
Con Sydney detenuta prigioniera nella villa di Tapia e sorvegliata a vista da militari cubani corrotti, il boss chiede che gli vengano riconsegnati i suoi soldi e la sua droga in cambio della vita della donna entro 48 ore; Mike e Marcus tuttavia, grazie ad una squadra di volontari della SWAT e della DEA arruolati grazie ai contatti del capitano Howard nelle agenzie, assaltano il complesso di Tapia, salvano Sydney e distruggono l'edificio.
Il gruppo fugge, inseguiti da un furibondo Tapia, finendo davanti dalla stazione navale degli Stati Uniti di Guantanamo Bay, il cui personale militare non li riconosce e gli spara contro, costringendoli a fermarsi in mezzo ad un campo minato. Sydney distrae Tapia uccidendo uno dei suoi uomini, mentre Marcus spara al boss cubano che teneva sotto tiro Mike, facendo cadere il criminale su una mina ed uccidendolo.
Giorni dopo, mentre il trio festeggia la loro vittoria con un barbecue a casa di Marcus, quest'ultimo fa pace con Mike, accettando la sua relazione con Sydney e decidendo di rimanere il suo partner.

## Colonna sonora
1. Intro
2. Show Me Your Soul - P. Diddy, Lenny Kravitz, Pharrell Williams, Loon
3. La, La, La - Jay-Z
4. Shake Your Tailfeather - Nelly, P. Diddy, Murphy Lee
5. Girl, I'm A Bad Boy - Fat Joe & P. Diddy featuring Dre
6. Keep Giving Your Love To Me - Beyonce
7. Realest N*ggas - Notorious B.I.G. & 50 Cent
8. Flipside - Freeway
9. Pretty Girl Bullsh*t - Mario Winans featuring Foxy Brown
10. Model - (Interlude)
11. I Love You - Justin Timberlake
12. Relax Your Mind - Loon
13. Didn't Mean - Mary J. Blige
14. God Sent You - (Interlude)
15. Why - Da Band
16. Shot You - (Interlude)
17. Gangsta Sh*t - Snoop Dogg w/Loon[1]

## Accoglienza

### Incassi
Il film è stato un buon successo finanziario. Ha realizzato $ 138.608.444 in Nord America e $ 134.731.112 in altri territori, per un totale di $ 273.339.556 in tutto il mondo contro un budget di $ 130.000.000 - quasi il doppio rispetto al film originale.

### Critica
Il film è stato accolto in maniera generalmente negativa dalla critica. Sull'aggregatore di recensioni Rotten Tomatoes ha ottenuto il 24% dei giudizi professionali positivi, con un voto medio di 4,3 su 10 basato su 186 recensioni, mentre su Metacritic ha un punteggio di 38 su 100 basato su 34 recensioni.

## Sequel
Fin dall'uscita al cinema di Bad Boys II si era parlato della possibile realizzazione di un terzo film. Michael Bay aveva specificato che il film, se fosse stato realizzato, sarebbe uscito potenzialmente nel periodo 2012/2013, dopo l'uscita di Transformers 3 il 1º luglio 2011, e che sussistevano problemi legati all'alto compenso sia per lui che per Will Smith.
Smith e Bay avevano parlato del film agli MTV Movie Awards 2008, spiegando come ci fossero al vaglio dello studio alcune idee per il nuovo film.
La Columbia Pictures aveva incaricato Peter Craig di scrivere una sceneggiatura nell'agosto 2009. Nel maggio 2010 Jerry Bruckheimer aveva spiegato che la sceneggiatura in mano era «eccellente» e che era stata scritta basandosi su una idea di Smith; aveva inoltre affermato che avrebbe portato avanti dei colloqui ufficiali per riunire il cast dopo che Bay avesse finito di lavorare a Transformers 3 e Smith a Men in Black 3D.
Il 13 agosto 2014 Martin Lawrence aveva annunciato che ci sarebbe stato il terzo Bad Boys, affermando che il copione era già stato scritto e che il cast era già stato semicomposto.
Nell'agosto 2015 la Sony aveva annunciato due sequel di Bad Boys e Will Smith, nel gennaio del 2019, aveva annunciato sul suo profilo Instagram l'uscita del nuovo film, uscito nelle sale il 17 gennaio 2020.

## Spin-off
Nell'ottobre 2017, una serie televisiva di spin-off incentrata sul personaggio di Gabrielle Union, è stata annunciata in via di sviluppo da Brandon Margolis e Brandon Sonnier.  Più tardi quel mese la NBC ordinò l'episodio pilota della serie.  Nel marzo 2018, Jessica Alba è stata scelta come coprotagonista con Gabrielle Union. Oltre alla Union, John Salley riprenderà anche il ruolo di Fletcher, un hacker informatico che aiuta Mike e Marcus nella serie di film. Il mese successivo, il titolo della serie è stato rivelato come LA's Finest , con Jerry Bruckheimer in veste di produttore esecutivo della serie. Più tardi quel mese, la NBC trasmise il pilot e lo show fu fatto girare su altre reti. Il capo della NBC, Bob Greenblatt, ha dichiarato: "Queste sono tutte chiamate difficili. Abbiamo avuto un imbarazzo di ricchezze. E quando abbiamo stabilito il programma e il calendario per tutta la stagione ... è stato uno spettacolo che non si adattava al grande schema di questo ".
Quello stesso mese, è stato rivelato che la Sony Pictures Television, stava negoziando con Charter Communications riguardo al ritiro della serie.  Entro giugno 2018, la canadese Bell Media la raccolse per 13 episodi. Charter ha dato il suo ordine in serie il 26 giugno, con l'intento di renderlo la prima serie originale di Spectrum.

## Curiosità
Per rendere più credibili il film e i personaggi, Michael Bay assunse un ex comandante della vera unità antidroga di Miami per formare gli attori sul maneggio delle armi e sulle procedure dei servizi per il contrasto ai narcotrafficanti.
In una scena girata nel locale notturno, tra le comparse si può scorgere Megan Fox, che all'epoca aveva solo 16 anni.